# Jeremy Allen White
Jeremy Allen White (* 17. února 1991, New York, Spojené státy americké) je americký herec. Je známý díky rolím Phillipa „Lip“ Gallaghera v komediálně-dramatickém seriálu Hříšníci (2011–2021) stanice Showtime a šéfkuchaře Carmyho Berzatto v komediálně-dramatickém seriálu Medvěd (2022–dosud) společnosti Hulu. Za druhý zmíněný seriál získal dvě ceny Emmy, tři Zlaté glóby a dvě Ceny Sdružení filmových a televizních herců.
Účinkoval také v první řadě thrillerového seriálu Homecoming (2018) a několika filmech, mezi které patří Po škole (2008), Mládeži nepřístupno (2013), After Everything (2018), The Rental (2020) a Železní bratři (2023).

## Život
Narodil se dne 17. února 1991 ve newyorské čtvrti Brooklyn rodičům Eloise Ziegler a Richardu Whiteovi. Jeho matka pochází ze Severní Karolíny. Vyrůstal v brooklynském sousedství Carroll Gardens. Po celou základní školu byl tanečníkem, věnoval se baletu, jazzu a stepu. Když ve 13 letech vstoupil do nového tanečního programu na střední škole, změnil názor a rozhodl se věnovat herectví. Navštěvoval Professional Performing Arts School v místní části Hell's Kitchen na Manhattanu.

## Osobní život
White se oženil s herečkou Addison Timlin dne 18. října 2019. Pár má dvě dcery narozené v říjnu 2018 a prosinci 2020. V květnu 2023 Timlin požádala o rozvod. Od podzimu téhož roku do léta 2024 byl ve vztahu se španělskou zpěvačkou Rosalía. V září 2024 byl zachycen, jak se líbá se svou hereckou kolegyní Molly Gordon ze seriálu Medvěd.

## Kariéra
První herecké role měl v roce 2006, nejprve ve filmu Beautiful Ohio a poté v seriálu Usvědčeni. Průlomovou rolí se pro něj v roce 2011 stal Phillip „Lip“ Gallagher v seriálu Hříšníci stanice Showtime. V  roce 2018 se objevil také v seriálu Homecoming.
V roce 2022 byl obsazen do hlavní role seriálu Medvěd společnosti Hulu. V seriálu ztvárňuje problémového, ale geniálního newyorského šéfkuchaře Carmena „Carmyho“ Berzatto, který se vrací do rodného Chicaga, aby zachránil upadající restauraci svého zesnulého bratra. Aby se na roli připravil, navštěvoval kurzy na Institutu kulinářského vzdělávání spolu se svou hereckou kolegyní Ayo Edebiri. Za tuto roli získal cenu Emmy, dva Zlaté glóby, dvě Critics' Choice Television Award a dvě Ceny Sdružení filmových a televizních herců.

## Filmografie

### Film
| Rok  | Název                   | Role              | Poznámky    |
| ---- | ----------------------- | ----------------- | ----------- |
| 2006 | Beautiful Ohio          | mladý Clive       |             |
| 2007 | Tempo života            | Sammer            |             |
| 2008 | Po škole                | Dave              |             |
| 2010 | Twelve                  | Charlie           |             |
| 2012 | The Time Being          | Gus               |             |
| 2013 | Mládeži nepřístupno     | Kevin Miller      |             |
| 2013 | Musíme odsud vypadnout  | Bobby             |             |
| 2014 | Rob the Mob             | Robert Uva        |             |
| 2017 | Chasing You             | Ben               | krátký film |
| 2018 | After Everything        | Elliot            |             |
| 2018 | Cornflower              | Ladle             | krátký film |
| 2020 | The Rental              | Josh              |             |
| 2020 | Viena and the Fantomes  | Freddy            |             |
| 2021 | The Birthday Cake       | Tommaso           |             |
| 2023 | Fremont                 | Daniel            |             |
| 2023 | Fingernails             | Ryan              |             |
| 2023 | Železní bratři          | Kerry Von Erich   |             |
| 2025 | Deliver Me from Nowhere | Bruce Springsteen | natáčí se   |

### Televize
| Rok        | Název                                     | Role                      | Poznámky              |
| ---------- | ----------------------------------------- | ------------------------- | --------------------- |
| 2006       | Usvědčeni                                 | Jack Phelps               | díl: „Deliverance“    |
| 2007–2008  | Zákon a pořádek                           | Jeremy / Andy Steel       | 2 díly                |
| 2010       | Zákon a pořádek: Útvar pro zvláštní oběti | Michael Parisi            | díl: „Torch“          |
| 2011–2021  | Hříšníci                                  | Phillipa „Lip“ Gallaghera | hlavní role; 134 dílů |
| 2018       | Homecoming                                | Shrier                    | 4 díly                |
| 2022–dosud | Medvěd                                    | Carmen „Carmy“ Berzatto   | hlavní role           |